# Fuerzas Armadas del Ecuador
Las Fuerzas Armadas del Ecuador tienen tres ramas: el Ejército, la Armada y la Fuerza Aérea. El comandante en jefe es el Presidente del Ecuador. Por lo general, las fuerzas armadas están bajo control civil, específicamente del Ministerio de Defensa Nacional. Las Fuerzas Armadas cuentan con un número de 167 910 efectivos activos y 185 000 en reservas. Tiene como misión defender la Soberanía y la Integridad Territorial, apoyar con su contingente al desarrollo nacional, contribuir con la seguridad pública y del Estado, las misiones incluyen la lucha contra el crimen organizado, la incautación de drogas y la lucha contra la inmigración ilegal.

## Situación geopolítica

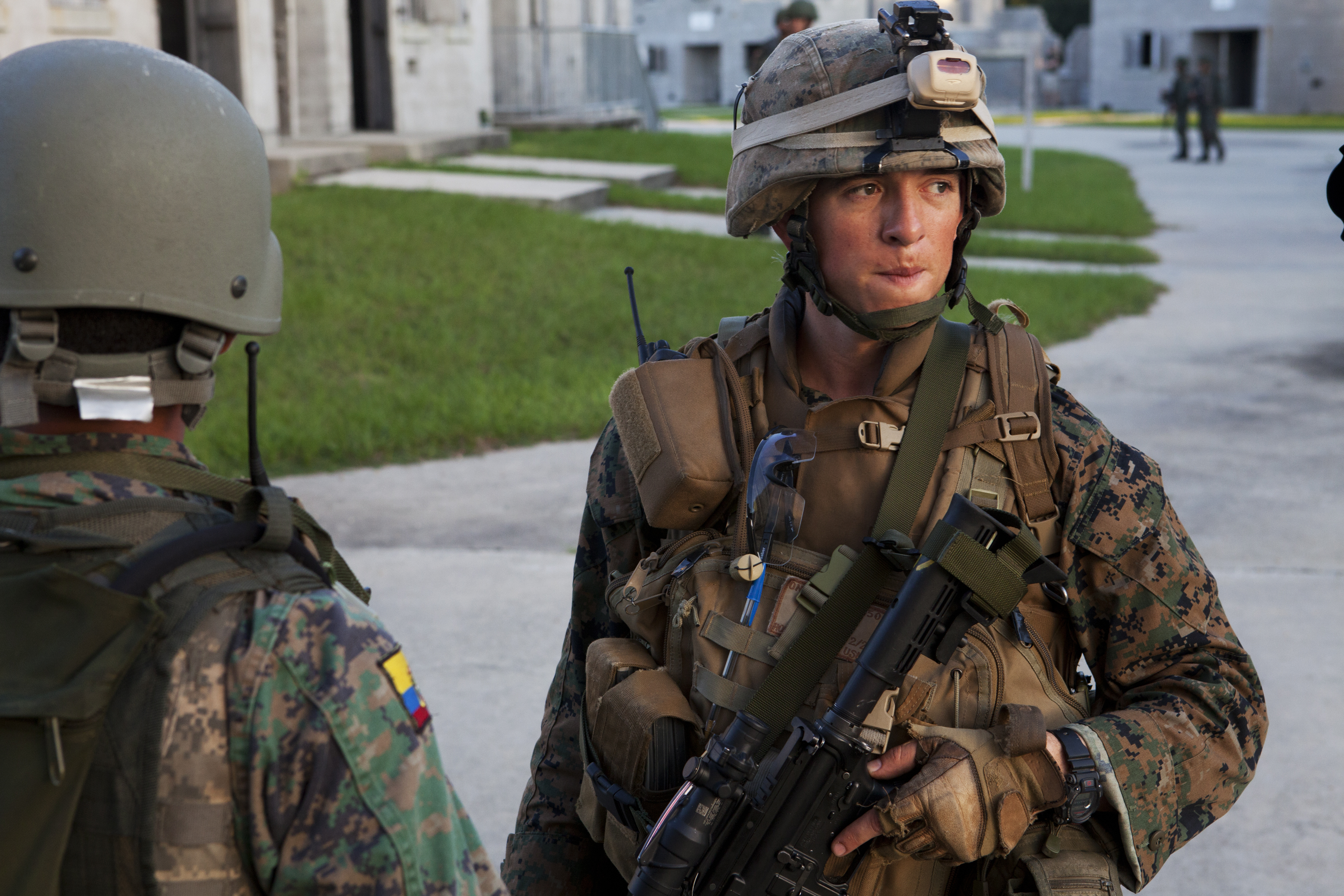
Entrenamiento de operaciones en tiempos de paz durante UNITAS-Partnership of the Americas 2012

Ecuador comparte una frontera de 1420 km (882 millas) con Perú. Aunque marcadas por muchos conflictos, las relaciones han mejorado desde la firma de un Renovado Tratado de Paz en 1998. Sin embargo, a lo largo de la frontera de 590 km (367 millas) de largo con su vecina Colombia, las relaciones se han tensado.
Desde que se inició el Plan Colombia con el fin de eliminar el conflicto armado en Colombia, la erradicación de las drogas, el terrorismo, la parapolítica y falsos positivos se dio como inicio una serie de problemas como: el crimen transnacional y crimen organizado, el desplazamiento forzado. Nuevas formas de crimen como: el narcoparamilitarismo, el narcoterrorismo azotando aquel país de forma abrupta, y la presencia de grupos insurgentes, el ELN y las FARC-EP en zonas fronterizas. Generaría una serie de roces diplomáticos entre el Gobierno Colombiano y el Gobierno Ecuatoriano. Las tensiones comenzarían con ataques a bases militares, aviones fumigadores usados por Colombia en su frontera con Ecuador que habían violado varias veces la soberanía aérea rociando glifosato y cosmoflux, alcanzando su punto máximo con la Crisis diplomática del 2008 tras la Operación Fénix en territorio Ecuatoriano siendo este último que declara una casus belli e iniciando el Plan Ecuador. Si bien con Perú se superaron todos los problemas, la nueva Controversia de delimitación marítima entre Chile y Perú generó impacto en la diplomacia. Se generarían revuelos las declaraciones del lado Ecuatoriano precisando que “No hay pendientes de resolución en tema de límites fronterizos entre ambas naciones andinas”, aprovechando la coincidencia de opiniones entre los gobiernos de ambos países sobre la irreversibilidad de los límites marítimos con Perú. Si bien Ecuador no se involucra en la demanda, intervendría en demanda ante la CIJ si Perú no ratifica límites, siendo Ecuador quien descarta la posibilidad de interviniente.
Con el Plan Ecuador en marcha las nuevas administraciones del Ministerio de Defensa atribuyen parcialmente a la necesidad de un mejor equipo, así como a una nueva doctrina de defensa nacional el cual puso en marcha un profundo programa de reestructuración bajo el nombre de "PATRIA I". Implica la modernización de equipos militares, la mejora de la planificación y las operaciones dentro del territorio ecuatoriano. "PATRIA I" se completará en 2011. En 2009, el presupuesto de gasto sintió aumentado en un 25 % y ascendió a 920 millones de dólares.
Ante la creciente violencia y atentados se incrementa tanto en presupuesto como operaciones tácticas en 7649 patrullajes, hitos y destacamentos anualmente a lo largo de la frontera Norte. En 2018 se destina 108 millones de dólares y en 2019 se destina 227 millones de dólares, invirtiendo sobre la base del presupuesto 335 millones de dólares de tal forma que se busca modernizar las FF.AA. dotándola de mecanismos para contener las violaciones y usurpaciones del territorio nacional como también medidas para perfeccionar habilidades de "prevención de terrorismo" así como cursos de especialización contra el terrorismo y guerra de guerrillas con el fin de potenciar sus habilidades de cara a amenazas futuras y reforzar capacidades.

## Libro blanco
El denominado "Libro Blanco de la Defensa Nacional", define la Política de la Defensa Nacional, es una iniciativa congruente con las aspiraciones de la sociedad ecuatoriana y con la responsabilidad de las instituciones del Estado.
Tales como:
- Visión del Ecuador en el mundo (globalización).
- Construcción de un nuevo concepto de seguridad, para extrapolarlas con la Constitución Política del Estado ecuatoriano.
- Política del Estado Ecuatoriano con respecto a la seguridad y defensa nacional, así como del sistema de seguridad y defensa nacional del Ecuador.
- Proyección internacional de las Fuerzas Armadas del Ecuador.
- Reformas en el sector defensa y recursos económicos destinados a la defensa nacional, en el cual se trazan direcciones a la industria militar, al apoyo al desarrollo y a la economía de defensa.
- Se destaca en forma especial la política de defensa a seguirse en el ámbito de la seguridad regional, complementándola con la participación en la protección del ambiente y la asistencia en situaciones de desastre.

## Organización
Las Fuerzas Armadas del Ecuador se hallan bajo la autoridad del presidente de la República por medio del Ministerio de Defensa, coordinados por el Comando Conjunto de las Fuerzas Armadas.

## Estructura de mando
- La máxima autoridad de las Fuerzas Armadas del Ecuador es el presidente de la República. Ejerce el liderazgo político de la seguridad y la defensa nacional y cuenta con el asesoramiento del Consejo de Seguridad Nacional.
- El Consejo de Seguridad Nacional o C.S.N. es el organismo superior responsable de la defensa nacional, encargado de emitir el concepto estratégico de seguridad nacional, que a su vez constituye el instrumento esencial para iniciar el proceso de planificación y toma de decisiones. Está presidido por el presidente de la República, que es también el comandante en jefe de las Fuerzas Armadas. Incluye a los presidentes de la Asamblea Nacional de Ecuador y de la Corte Suprema de Justicia; los ministros a cargo de Seguridad nacional, Gobierno, Policía Nacional del Ecuador, Relaciones Internacionales, y Economía y Finanzas; el jefe del Comando Conjunto, y los Jefes de las ramas de las Fuerzas armadas. Supervisa el cumplimiento de las políticas de defensa y los planes estratégicos elaborados por el Comando Conjunto de las Fuerzas armadas, presentado por el Ministerio de Defensa Nacional. La C.S.N. constituye el organismo de vigilancia y gestión de crisis de mayor rango.
- Ministerio de la Defensa Nacional es el órgano administrativo de la defensa nacional. El Ministro Coordinador de Seguridad Interior y Exterior concede las políticas y acciones que adoptarán las siguientes instituciones en materia de seguridad interna y externa: el Ministerio de Gobierno y Policía, el Ministerio de Relaciones Exteriores, el Ministerio de Defensa y la Secretaría General de la Administración Pública.
- El Comando Conjunto de las Fuerzas Armadas es el máximo órgano de planificación, preparación y estrategia de las operaciones militares. Asesora en defensa nacional y está conformado por el jefe del Mando Conjunto de las Fuerzas Armadas y de los comandantes de las ramas de las Fuerzas Armadas

## Estructura

### Comando Conjunto de las Fuerzas Armadas
El mando está a cargo de la administración y coordinación de las ramas militares. Los objetivos del comando son integrar las ramas militares con capacidades conjuntas e interoperabilidad, para abordar los cambios y nuevos escenarios, que garanticen la paz, la seguridad y el bienestar de la nación.
A través de directrices y directrices estratégicas militares, en la innovación, actualización, desarrollo e implementación de la generación de tecnología militar, a través del estudio estratégico en el desarrollo de capacidades militares, verificación de la capacidad militar instalada, la implementación del desarrollo tecnológico militar, con el fin de promover el crecimiento operativo militar para ser la fuerza decisiva eficaz y eficiente.

#### Estructura del Comando Conjunto[8]
- Jefatura del Comando Conjunto de las Fuerzas Armadas
  - Jefatura de Estado Mayor Operacional
    - Direccion de Movilización Militar (DIRMOV)
    - Órganos de Maniobra
    - Comando de Ciberdefensa
    - Comando de Inteligencia Militar Conjunto
    - Grupo de Sistemas Comunicacionales y Guerra Electrónica Conjunto

  - Jefatura de Estado Mayor Institucional
    - Secretaría General
    - Dirección administrativa financiera
    - Dirección General de Sanidad de las FFAA y Salud
    - Dirección General de Educación y Doctrina Militar
    - Hospital de Especialidades FFAA no.1

#### Comando de Ciberdefensa
Es un órgano responsable de la planificación y ejecución de acciones relacionadas con la ciberdefensa en redes y sistemas de información y telecomunicaciones u otros a los que haya confiado, así como contribuir a la respuesta adecuada en el ciberespacio a amenazas o agresiones que puedan afectar a la Defensa Nacional, garantizando y proporcionando seguridad a entidades estratégicas que son administradas por sistemas informáticos.
Está preparado para contrarrestar los ciberataques, la ciberguerra y el espionaje a "entidades críticas" que podrían ser atacadas desde cualquier parte del mundo."

### Fuerza Terrestre del Ecuador
La Fuerza Terrestre, más conocida como Ejército Ecuatoriano, cuenta con un número aproximado de 43.600 miembros activos y 170.000 reservistas.
El Servicio Militar en el Ecuador ya no es obligatorio desde el año 2008 según reforma se denomina servicio cívico militar voluntario. En un 85 % los conscriptos son enviados a las filas del Ejército.

### Fuerza Naval del Ecuador
La protección de sus costas y mar territorial constituye la razón de ser de la Fuerza Naval, Marina de Guerra o Armada, que también tiene responsabilidades en la lucha contra el narcotráfico, la administración de puertos y las ayudas a la navegación comercial marítima y fluvial.
Ecuador cuenta con una costa al Océano Pacífico de 850 km. Las islas Galápagos se encuentran a 1000 km al occidente de su costa continental.
La Armada Ecuatoriana está compuesta por 21.300 efectivos en activo de las cuales 6000 son Infantes de Marina y cuenta con unidades de superficie mayores, submarinos, aeronaves y una flota auxiliar.

### Fuerza Aérea del Ecuador
La Fuerza Aérea Ecuatoriana es la encargada de la defensa aérea del territorio nacional. Cuenta con 9210 efectivos de ambos sexos, los que operan y mantiene unas 285 aeronaves de las cuales 52 son de combate, 54 son de transporte pesado, 71 son entrenadores, 15 son UAV`s, 6 son de reconocimiento, 2 de transporte presidencial y 85 son helicópteros. [cita requerida]

## Rangos
Las filas militares de Ecuador son la insignia militar utilizada por las Fuerzas Armadas de Ecuador.
Al igual que en Chile y Venezuela, su sistema de rangos e insignias se basa en el prusiano, introducido a principios de 1900.
Diferentes insignias de rango de las tres ramas de las FF.AA. del Ecuador son utilizados por oficiales y tropa del Ejército, la Marina y la Fuerza Aérea.

### Oficiales
La insignia de rango para el personal de oficiales para el Ejército, la Marina y la Fuerza Aérea respectivamente.
| Equivalente código OTAN | OF-10           | OF-10           | OF-9                | OF-9                | OF-8                | OF-8                | OF-7               | OF-7               | OF-6            | OF-6            | OF-5             | OF-5             | OF-4               | OF-4               | OF-3               | OF-3               | OF-2              | OF-2              | OF-1                | OF-1                | OF-1                | OF-1               | OF-1               | OF-1               | Oficiales alumnos y aspirantes | Oficiales alumnos y aspirantes | Oficiales alumnos y aspirantes | Oficiales alumnos y aspirantes | Oficiales alumnos y aspirantes | Oficiales alumnos y aspirantes | Oficiales alumnos y aspirantes | Oficiales alumnos y aspirantes | Oficiales alumnos y aspirantes | Oficiales alumnos y aspirantes | Oficiales alumnos y aspirantes | Oficiales alumnos y aspirantes |
| ----------------------- | --------------- | --------------- | ------------------- | ------------------- | ------------------- | ------------------- | ------------------ | ------------------ | --------------- | --------------- | ---------------- | ---------------- | ------------------ | ------------------ | ------------------ | ------------------ | ----------------- | ----------------- | ------------------- | ------------------- | ------------------- | ------------------ | ------------------ | ------------------ | ------------------------------ | ------------------------------ | ------------------------------ | ------------------------------ | ------------------------------ | ------------------------------ | ------------------------------ | ------------------------------ | ------------------------------ | ------------------------------ | ------------------------------ | ------------------------------ |
| Ecuador                 | Sin equivalente | Sin equivalente |                     |                     |                     |                     |                    |                    | Sin equivalente | Sin equivalente |                  |                  |                    |                    |                    |                    |                   |                   |                     |                     |                     |                    |                    |                    | Desconocido                    | Desconocido                    | Desconocido                    | Desconocido                    | Desconocido                    | Desconocido                    | Desconocido                    | Desconocido                    | Desconocido                    | Desconocido                    | Desconocido                    | Desconocido                    |
| Ecuador                 | Sin equivalente | Sin equivalente | General de Ejército | General de Ejército | General de división | General de división | General de brigada | General de brigada | Sin equivalente | Sin equivalente | Coronel          | Coronel          | Teniente coronel   | Teniente coronel   | Mayor              | Mayor              | Capitán           | Capitán           | Teniente            | Teniente            | Teniente            | Subteniente        | Subteniente        | Subteniente        | Desconocido                    | Desconocido                    | Desconocido                    | Desconocido                    | Desconocido                    | Desconocido                    | Desconocido                    | Desconocido                    | Desconocido                    | Desconocido                    | Desconocido                    | Desconocido                    |
| Ecuador                 | Sin equivalente | Sin equivalente |                     |                     |                     |                     |                    |                    | Sin equivalente | Sin equivalente |                  |                  |                    |                    |                    |                    |                   |                   |                     |                     |                     |                    |                    |                    |                                |                                |                                |                                |                                |                                |                                |                                |                                |                                |                                |                                |
| Ecuador                 | Sin equivalente | Sin equivalente | Almirante           | Almirante           | Vicealmirante       | Vicealmirante       | Contralmirante     | Contralmirante     | Sin equivalente | Sin equivalente | Capitán de navío | Capitán de navío | Capitán de fragata | Capitán de fragata | Capitán de corbeta | Capitán de corbeta | Teniente de navío | Teniente de navío | Teniente de fragata | Teniente de fragata | Teniente de fragata | Alférez de fragata | Alférez de fragata | Alférez de fragata | Guardiamarina 4.º año          | Guardiamarina 4.º año          | Guardiamarina 4.º año          | Guardiamarina 3.er año         | Guardiamarina 3.er año         | Guardiamarina 3.er año         | Guardiamarina 2.º año          | Guardiamarina 2.º año          | Guardiamarina 2.º año          | Guardiamarina 1.er año         | Guardiamarina 1.er año         | Guardiamarina 1.er año         |
| Ecuador                 | Sin equivalente | Sin equivalente |                     |                     |                     |                     |                    |                    | Sin equivalente | Sin equivalente |                  |                  |                    |                    |                    |                    |                   |                   |                     |                     |                     |                    |                    |                    | Desconocido                    | Desconocido                    | Desconocido                    | Desconocido                    | Desconocido                    | Desconocido                    | Desconocido                    | Desconocido                    | Desconocido                    | Desconocido                    | Desconocido                    | Desconocido                    |
| Ecuador                 | Sin equivalente | Sin equivalente | General del Aire    | General del Aire    | Teniente general    | Teniente general    | Brigadier general  | Brigadier general  | Sin equivalente | Sin equivalente | Coronel          | Coronel          | Teniente coronel   | Teniente coronel   | Mayor              | Mayor              | Capitán           | Capitán           | Teniente            | Teniente            | Teniente            | Subteniente        | Subteniente        | Subteniente        | Desconocido                    | Desconocido                    | Desconocido                    | Desconocido                    | Desconocido                    | Desconocido                    | Desconocido                    | Desconocido                    | Desconocido                    | Desconocido                    | Desconocido                    | Desconocido                    |
| Equivalent NATO code    | OF-10           | OF-10           | OF-9                | OF-9                | OF-8                | OF-8                | OF-7               | OF-7               | OF-6            | OF-6            | OF-5             | OF-5             | OF-4               | OF-4               | OF-3               | OF-3               | OF-2              | OF-2              | OF-1                | OF-1                | OF-1                | OF-1               | OF-1               | OF-1               | Oficiales alumnos y aspirantes | Oficiales alumnos y aspirantes | Oficiales alumnos y aspirantes | Oficiales alumnos y aspirantes | Oficiales alumnos y aspirantes | Oficiales alumnos y aspirantes | Oficiales alumnos y aspirantes | Oficiales alumnos y aspirantes | Oficiales alumnos y aspirantes | Oficiales alumnos y aspirantes | Oficiales alumnos y aspirantes | Oficiales alumnos y aspirantes |

### Tropa
La insignia de rango para el personal de tropa para el ejército, la marina y la fuerza aérea respectivamente.
| Ecuador (Edit)       |                                                          |                                                          |                                                          |                                                |                                                |                                                |                                         |                                         |                                            |                                            | No equivalent | No equivalent | No equivalent | No equivalent | No equivalent | No equivalent |                                             |                                             |                                             |                                             |                                             |                                             |                                        |                                        |                                        |                                        |                             |                             | No equivalent              | No equivalent              | No equivalent              | No equivalent              | No equivalent              | No equivalent              |                                          |                                          |
| Ecuador (Edit)       | Senior Sergeant Major Sub-Oficial mayor                  | Senior Sergeant Major Sub-Oficial mayor                  | Senior Sergeant Major Sub-Oficial mayor                  | Sergeant Major Sub-Oficial Primero             | Sergeant Major Sub-Oficial Primero             | Sergeant Major Sub-Oficial Primero             | Master Sergeant Sub-Oficial segundo     | Master Sergeant Sub-Oficial segundo     | Staff Sergeant Sargento primero            | Staff Sergeant Sargento primero            | No equivalent | No equivalent | No equivalent | No equivalent | No equivalent | No equivalent | Sergeant Sargento segundo                   | Sergeant Sargento segundo                   | Sergeant Sargento segundo                   | Sergeant Sargento segundo                   | Sergeant Sargento segundo                   | Sergeant Sargento segundo                   | Corporal Cabo primero                  | Corporal Cabo primero                  | Corporal Cabo primero                  | Corporal Cabo primero                  | Lance Corporal Cabo segundo | Lance Corporal Cabo segundo | No equivalent              | No equivalent              | No equivalent              | No equivalent              | No equivalent              | No equivalent              | Private Soldado                          | Private Soldado                          |
| Ecuador (Edit)       |                                                          |                                                          |                                                          |                                                |                                                |                                                |                                         |                                         |                                            |                                            | No equivalent | No equivalent | No equivalent | No equivalent | No equivalent | No equivalent |                                             |                                             |                                             |                                             |                                             |                                             |                                        |                                        |                                        |                                        |                             |                             |                            |                            |                            |                            |                            |                            |                                          |                                          |
| Ecuador (Edit)       | Fleet Force Master Chief Petty Officer Sub-Oficial Mayor | Fleet Force Master Chief Petty Officer Sub-Oficial Mayor | Fleet Force Master Chief Petty Officer Sub-Oficial Mayor | Master Chief Petty Officer Sub-Oficial Primero | Master Chief Petty Officer Sub-Oficial Primero | Master Chief Petty Officer Sub-Oficial Primero | Chief Petty Officer Sub-Oficial Segundo | Chief Petty Officer Sub-Oficial Segundo | Petty Officer First Class Sargento Primero | Petty Officer First Class Sargento Primero | No equivalent | No equivalent | No equivalent | No equivalent | No equivalent | No equivalent | Petty Officer Second Class Sargento Segundo | Petty Officer Second Class Sargento Segundo | Petty Officer Second Class Sargento Segundo | Petty Officer Second Class Sargento Segundo | Petty Officer Second Class Sargento Segundo | Petty Officer Second Class Sargento Segundo | Petty Officer Third Class Cabo Primero | Petty Officer Third Class Cabo Primero | Petty Officer Third Class Cabo Primero | Petty Officer Third Class Cabo Primero | Seaman Cabo Segundo         | Seaman Cabo Segundo         | Seaman Apprentice Marinero | Seaman Apprentice Marinero | Seaman Apprentice Marinero | Seaman Apprentice Marinero | Seaman Apprentice Marinero | Seaman Apprentice Marinero | Seaman Recruit 2nd Class Grumete 2do Año | Seaman Recruit 1st Class Grumete 1er Año |
| Ecuador (Edit)       |                                                          |                                                          |                                                          |                                                |                                                |                                                |                                         |                                         |                                            |                                            | No equivalent | No equivalent | No equivalent | No equivalent | No equivalent | No equivalent |                                             |                                             |                                             |                                             |                                             |                                             |                                        |                                        |                                        |                                        |                             |                             | No equivalent              | No equivalent              | No equivalent              | No equivalent              | No equivalent              | No equivalent              |                                          |                                          |
| Ecuador (Edit)       | Senior Sergeant Major Sub-Oficial Mayor                  | Senior Sergeant Major Sub-Oficial Mayor                  | Senior Sergeant Major Sub-Oficial Mayor                  | Sergeant Major Sub-Oficial Primero             | Sergeant Major Sub-Oficial Primero             | Sergeant Major Sub-Oficial Primero             | Master Sergeant Sub-Oficial Segundo     | Master Sergeant Sub-Oficial Segundo     | Staff Sergeant Sargento primero            | Staff Sergeant Sargento primero            | No equivalent | No equivalent | No equivalent | No equivalent | No equivalent | No equivalent | Sergeant Sargento segundo                   | Sergeant Sargento segundo                   | Sergeant Sargento segundo                   | Sergeant Sargento segundo                   | Sergeant Sargento segundo                   | Sergeant Sargento segundo                   | Corporal Cabo primero                  | Corporal Cabo primero                  | Corporal Cabo primero                  | Corporal Cabo primero                  | Lance Corporal Cabo segundo | Lance Corporal Cabo segundo | No equivalent              | No equivalent              | No equivalent              | No equivalent              | No equivalent              | No equivalent              | Private Soldado                          | Private Soldado                          |
| Equivalent NATO code | OR-9                                                     | OR-9                                                     | OR-8                                                     | OR-8                                           | OR-7                                           | OR-7                                           | OR-6                                    | OR-6                                    | OR-5                                       | OR-5                                       | OR-4          | OR-4          | OR-3          | OR-3          | OR-2          | OR-2          | OR-1                                        | OR-1                                        |                                             |                                             |                                             |                                             |                                        |                                        |                                        |                                        |                             |                             |                            |                            |                            |                            |                            |                            |                                          |                                          |

### Esquema
| Rango               | Rango               | Rango              | Rango  | Rango        |
| ------------------- | ------------------- | ------------------ | ------ | ------------ |
|                     |                     | Ejército           | Armada | Fuerza Aérea |
| Oficiales           |                     |                    |        |              |
| Generales           |                     |                    |        |              |
| General de Ejército | Almirante           | General del Aire   |        |              |
| General de división | Vicealmirante       | Teniente general   |        |              |
| General de brigada  | Contralmirante      | Brigadier general  |        |              |
| Superiores          |                     |                    |        |              |
| Coronel             | Capitán de navío    | Coronel            |        |              |
| Teniente coronel    | Capitán de fragata  | Teniente coronel   |        |              |
| Mayor               | Capitán de corbeta  | Mayor              |        |              |
| Subalternos         |                     |                    |        |              |
| Capitán             | Teniente de navío   | Capitán            |        |              |
| Teniente            | Teniente de fragata | Teniente           |        |              |
| Subteniente         | Alférez de fragata  | Subteniente        |        |              |
| Suboficiales        |                     |                    |        |              |
| Tropa               |                     |                    |        |              |
| Suboficial Mayor    | Suboficial Mayor    | Suboficial mayor   |        |              |
| Suboficial primero  | Suboficial primero  | Suboficial primero |        |              |
| Suboficial segundo  | Suboficial segundo  | Suboficial segundo |        |              |
| Clases              |                     |                    |        |              |
| Sargento Primero    | Sargento primero    | Sargento primero   |        |              |
| Sargento Segundo    | Sargento segundo    | Sargento segundo   |        |              |
| Cabo Primero        | Cabo primero        | Cabo primero       |        |              |
| Cabo Segundo        | Cabo segundo        | Cabo segundo       |        |              |
| Soldado             | Marinero            | Aviador            |        |              |

## Operaciones de Mantenimiento de la Paz de las Naciones Unidas

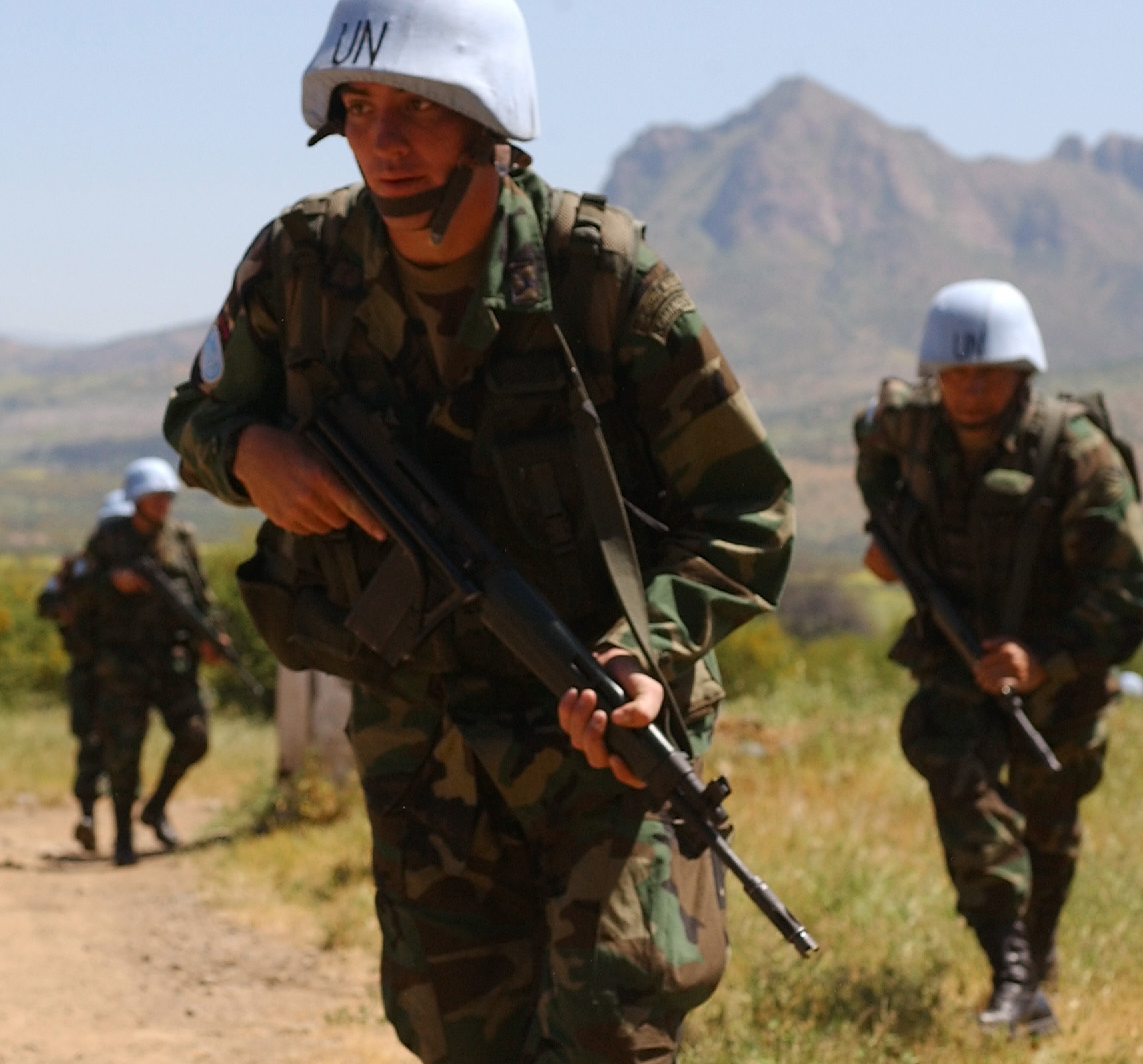
Soldados ecuatorianos en misión de paz de la ONU

Las Fuerzas Armadas ecuatorianas proporcionan observadores militares y tropas de las Naciones Unidas desde 1948. En noviembre de 2003, se creó el Centro de Formación de las Naciones Unidas ecuatorianas bajo el nombre de: UEMPE (Unidad Escuela de Misiones de Paz "Ecuador"). A partir de 2009, Ecuador ha desplegado más de 90 cascos azules de paz en todo el mundo.
El Ecuador ha participado en las siguientes misiones de paz de las Naciones Unidas:
- 1948  UNMOGIP Grupo de Observadores Militares de las Naciones Unidas en Pakistán.
- 1948  UNMOGIP Grupo de Observadores Militares de las Naciones Unidas en India.
- 1958  UNOGIL, misión en el Líbano para el Mantenimiento de la Paz.
- 1961  ONUC Fuerza en el Congo.
- 1965  DOMREP Misión del Representante del Secretario General de la República Dominicana.
- 1990  ONUCA Grupo de Observador Militar de las Naciones Unidas para el mantenimiento de la paz en Centroamérica, Nicaragua.
- 1991  ONUSAL Grupo de Observador Militar de las naciones Unidas para el mantenimiento de la paz en El Salvador.
- 1994  MINUGUA, Misión de Verificación de las Naciones Unidas en Guatemala.
- 2003  UNMIL, Grupo de Observador Militar de las Naciones Unidas para el mantenimiento de la paz en Liberia.
- 2004  UNOCI, misión en Costa de Marfil.
- 2004-2015  MINUSTAH, Misión de Estabilización de las Naciones Unidas en Haití.
- 2005  UNMIS, Misión de las Naciones Unidas en Sudán.
- 2007  UNMIN, Misión de Naciones Unidas en Nepal.
- 2008-2010  MINURCAT, Misión de las Naciones Unidas en Chad.
- 2008-2010  MINURCAT, Misión de las Naciones Unidas en la República Centroafricana.
- 2010  MINUAD o UNAMID, Misión de las Naciones Unidas y la Unión Africana en Darfur.

## Gasto militar de América Latina

Mapa mundial sobre el presupuesto militar

| Países de América Latina según su Gasto Militar Anual y Per Cápita en dólares en 2018 | Países de América Latina según su Gasto Militar Anual y Per Cápita en dólares en 2018 | Países de América Latina según su Gasto Militar Anual y Per Cápita en dólares en 2018 | Países de América Latina según su Gasto Militar Anual y Per Cápita en dólares en 2018 | Países de América Latina según su Gasto Militar Anual y Per Cápita en dólares en 2018 | Países de América Latina según su Gasto Militar Anual y Per Cápita en dólares en 2018 |
| Posición                                                                              | País                                                                                  | Gasto Militar Anual (en Dólares)                                                      | Posición                                                                              | País                                                                                  | Gasto Militar Promedio (por habitante)                                                |
| ------------------------------------------------------------------------------------- | ------------------------------------------------------------------------------------- | ------------------------------------------------------------------------------------- | ------------------------------------------------------------------------------------- | ------------------------------------------------------------------------------------- | ------------------------------------------------------------------------------------- |
| 1.º                                                                                   | Brasil                                                                                | US$ 23.367 millones                                                                   | 1.º                                                                                   | Uruguay                                                                               | US$ 285 dólares                                                                       |
| 2.º                                                                                   | Colombia                                                                              | US$ 8871 millones                                                                     | 2.º                                                                                   | Chile                                                                                 | US$ 254 dólares                                                                       |
| 3.º                                                                                   | México                                                                                | US$ 5587 millones                                                                     | 3.º                                                                                   | Colombia                                                                              | US$ 179 dólares                                                                       |
| 4.º                                                                                   | Chile                                                                                 | US$ 4765 millones                                                                     | 4.º                                                                                   | Ecuador                                                                               | US$ 127 dólares                                                                       |
| 5.º                                                                                   | Argentina                                                                             | US$ 3782 millones                                                                     | 5.º                                                                                   | Brasil                                                                                | US$ 112 dólares                                                                       |
|                                                                                       |                                                                                       |                                                                                       |                                                                                       |                                                                                       |                                                                                       |
| 6.º                                                                                   | Perú                                                                                  | US$ 2263 millones                                                                     | 6.º                                                                                   | Trinidad y Tobago                                                                     | US$ 111 dólares                                                                       |
| 7.º                                                                                   | Ecuador                                                                               | US$ 2163 millones                                                                     | 7.º                                                                                   | Argentina                                                                             | US$ 85 dólares                                                                        |
| 8.º                                                                                   | Uruguay                                                                               | US$ 984.4 millones                                                                    | 8.º                                                                                   | Perú                                                                                  | US$ 71 dólares                                                                        |
| 9.º                                                                                   | Venezuela                                                                             | US$ 621.2 millones                                                                    | 9.º                                                                                   | República Dominicana                                                                  | US$ 48 dólares                                                                        |
| 10.º                                                                                  | Bolivia                                                                               | US$ 510.5 millones                                                                    | 10.º                                                                                  | Paraguay                                                                              | US$ 46 dólares                                                                        |
|                                                                                       |                                                                                       |                                                                                       |                                                                                       |                                                                                       |                                                                                       |
| 11.º                                                                                  | República Dominicana                                                                  | US$ 513 millones                                                                      | 11.º                                                                                  | México                                                                                | US$ 45 dólares                                                                        |
| 12.º                                                                                  | Honduras                                                                              | US$ 345 millones                                                                      | 12.º                                                                                  | Bolivia                                                                               | US$ 45 dólares                                                                        |
| 13.º                                                                                  | Paraguay                                                                              | US$ 321 millones                                                                      | 13.º                                                                                  | Honduras                                                                              | US$ 36 dólares                                                                        |
| 14.º                                                                                  | Guatemala                                                                             | US$ 234 millones                                                                      | 14.º                                                                                  | El Salvador                                                                           | US$ 35 dólares                                                                        |
| 15.º                                                                                  | El Salvador                                                                           | US$ 227 millones                                                                      | 15.º                                                                                  | Venezuela                                                                             | US$ 21 dólares                                                                        |
|                                                                                       |                                                                                       |                                                                                       |                                                                                       |                                                                                       |                                                                                       |
| 16.º                                                                                  | Trinidad y Tobago                                                                     | US$ 154 millones                                                                      | 16.º                                                                                  | Guatemala                                                                             | US$ 14 dólares                                                                        |
| 17.º                                                                                  | Nicaragua                                                                             | US$ 67 millones                                                                       | 17.º                                                                                  | Nicaragua                                                                             | US$ 10 dólares                                                                        |
| 18.º                                                                                  | Haití                                                                                 | US$ 0,1 millones                                                                      | 18.º                                                                                  | Haití                                                                                 | US$ 0 dólares                                                                         |
| 19.º                                                                                  | Costa Rica                                                                            | US$ 0 millones                                                                        | 19.º                                                                                  | Costa Rica                                                                            | US$ 0 dólares                                                                         |
| 20.º                                                                                  | Panamá                                                                                | US$ 0 millones                                                                        | 20.º                                                                                  | Panamá                                                                                | US$ 0 dólares                                                                         |
| Fuente:Gasto Público en Defensa en América Latina y el Mundo.                         |                                                                                       |                                                                                       |                                                                                       |                                                                                       |                                                                                       |